# 행동과학
행동과학(行動科學, behavioural science)이란 사회 및 조직을 관리하는 기술을 개발하기 위해, 인간 행동을 체계적으로 규명하여 일반 법칙으로 정립하는 학문이다. 행동과학은 심리학, 사회학, 인류학, 생리학, 정신 생물학, 정치학, 경제학 등 여러 가지 학문과 관련 있는 복합 응용 학문으로서, 비교적 역사가 짧은 편이다.

## 행동과학을 구성하는 학문
행동과학은 사회과학의 세 가지 학문 분야로 구성되어 있으며, 그 학문 분야는 인류학, 심리학, 사회학이다. 행동과학은 세 가지 서로 다른 학문을 모두 하나로 통합한 유일한 학문 중 하나이다. 행동과학을 구성하는 세 가지 학문은 모두 다르지만, 이 세 가지 학문에는 매우 유사한 부분이 많이 있다. 위 단락에서 설명한 것처럼 심리학, 인류학, 사회학에는 매우 유사한 부분이 많이 있다. 행동과학은 사회과학의 위대한 학문 중 일부를 구성하는 최고의 특성을 모두 갖추고 있다. 행동과학은 인류학자, 심리학자, 사회학자들의 훌륭한 발견 중 일부를 사용하여 인간 행동에 초점을 맞춘다. 행동과학자들은 사회과학의 세 가지 다른 학문 분야에 의해 확립된 다양한 기술을 사용하며 이 모든 것이 인간 행동 연구에 도움이 된다. 인간 행동은 계속해서 증가하는 주제이며 아직 완전히 이해되지 않은 주제이다. 행동과학은 인간 행동의 근본 원인을 파악하고 성취하고자 하는 모든 것을 파악하는 것을 목표로 한다.

## 같이 보기
- 행동
  - 인간 행동
- 학문 목록
- 과학
  - 과학 분야
    - 자연과학
    - 사회과학

  - 과학사
  - 기술의 역사